# Piero di Cosimo

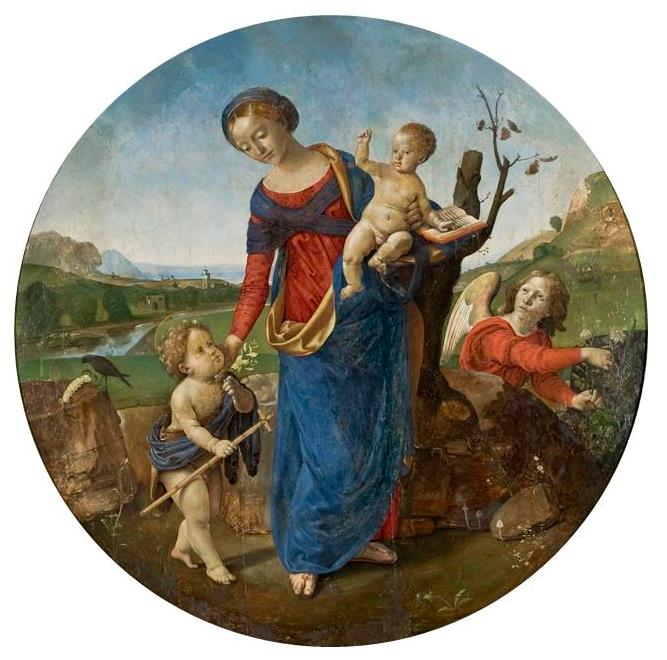
Virgem com o Menino, São João Batista Criança e um Anjo (1500-1510). Pintura de Piero di Cosimo (Museu de Arte de São Paulo, São Paulo).

Piero di Lorenzo di Piero d´Antonio, mais conhecido como Piero di Cosimo (Florença, 2 de Janeiro de 1462 - 12 de Abril de 1522) foi um pintor italiano da Escola Florentina do Renascimento.
O nome pelo qual este artista veio a ser conhecido deve-se a seu aprendizado, por volta de 1480, no ateliê de Cosimo Rosselli. Colaborou com seu mestre na execução dos afrescos da Capela Sistina (1481-1482), encomendados pelo Papa Sisto IV. Sua arte foi fortemente influenciada pela pintura flamenga, em voga em Florença, sobretudo após 1483, por ocasião da colocação do Tríptico Portinari, de Hugo van der Goes, na igreja de Sant´Egidio (Uffizi). Suas obras da juventude também denotam a influência de Luca Signorelli e de Lorenzo di Credi.
Em 1503, inscreve-se como pintor na Compagnia di San Luca, uma corporação de ofício de artistas florentinos, conforme atesta um registro da época. A documentação sobre sua vida e carreira, no entanto, é bastante escassa. A principal fonte de informações sobre Piero é a obra Le Vite, de Giorgio Vasari. Das pinturas de Piero que chegaram até nós, nenhuma é assinada, datada ou documentada, e as atuais atribuições dependem, em grande parte, do julgamento de Vasari.
Não obstante, sua obra pictórica se caracteriza por extrema originalidade e por uma aguçada capacidade de combinar o realismo de matriz flamenga (a exemplo dos famosos retratos de Giuliano da Sangallo e Francesco Giamberti) com uma desconcertante liberdade de imaginação, não isenta por vezes de certa inclinação ao fantástico, ao caprichoso, ao monstruoso e mesmo ao lúgubre.
As obras tardias de Piero são marcadas por uma aproximação do sfumato leonardiano, como se percebe na célebre Libertação de Andrômeda, nos Uffizi, em Florença, pintada para os Strozzi, embora a obra não seja consensualmente atribuída ao pintor. Teve vários discípulos, dentre os quais destacou-se Andrea del Sarto.

## Outras Obras
- «A Visitação com São Nicolau e São Antão»
- «Alegoria»

## Galeria

A Visitação
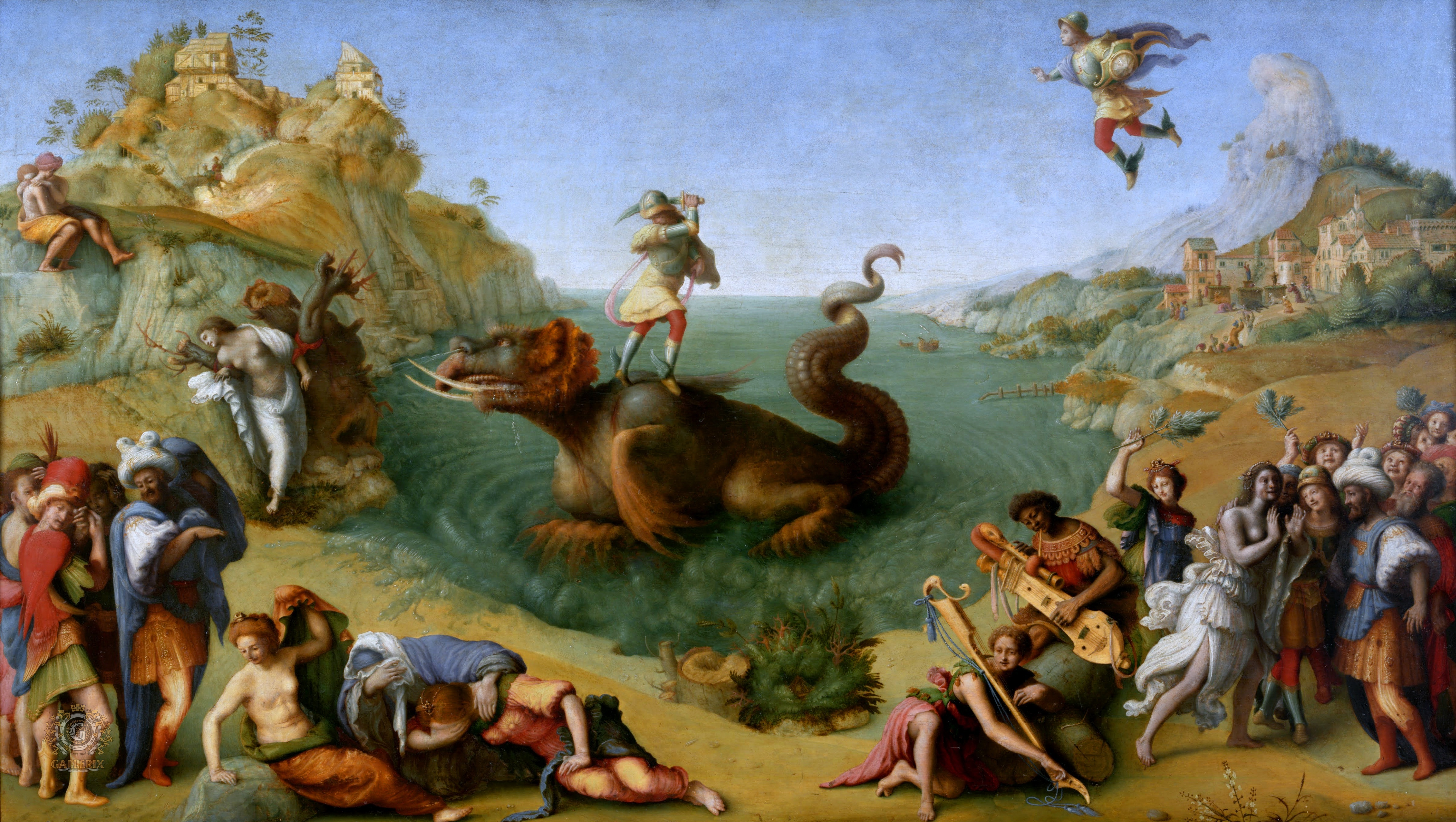
Perseu e Andrômeda
Incêndio na Floresta